# Henri Viotta

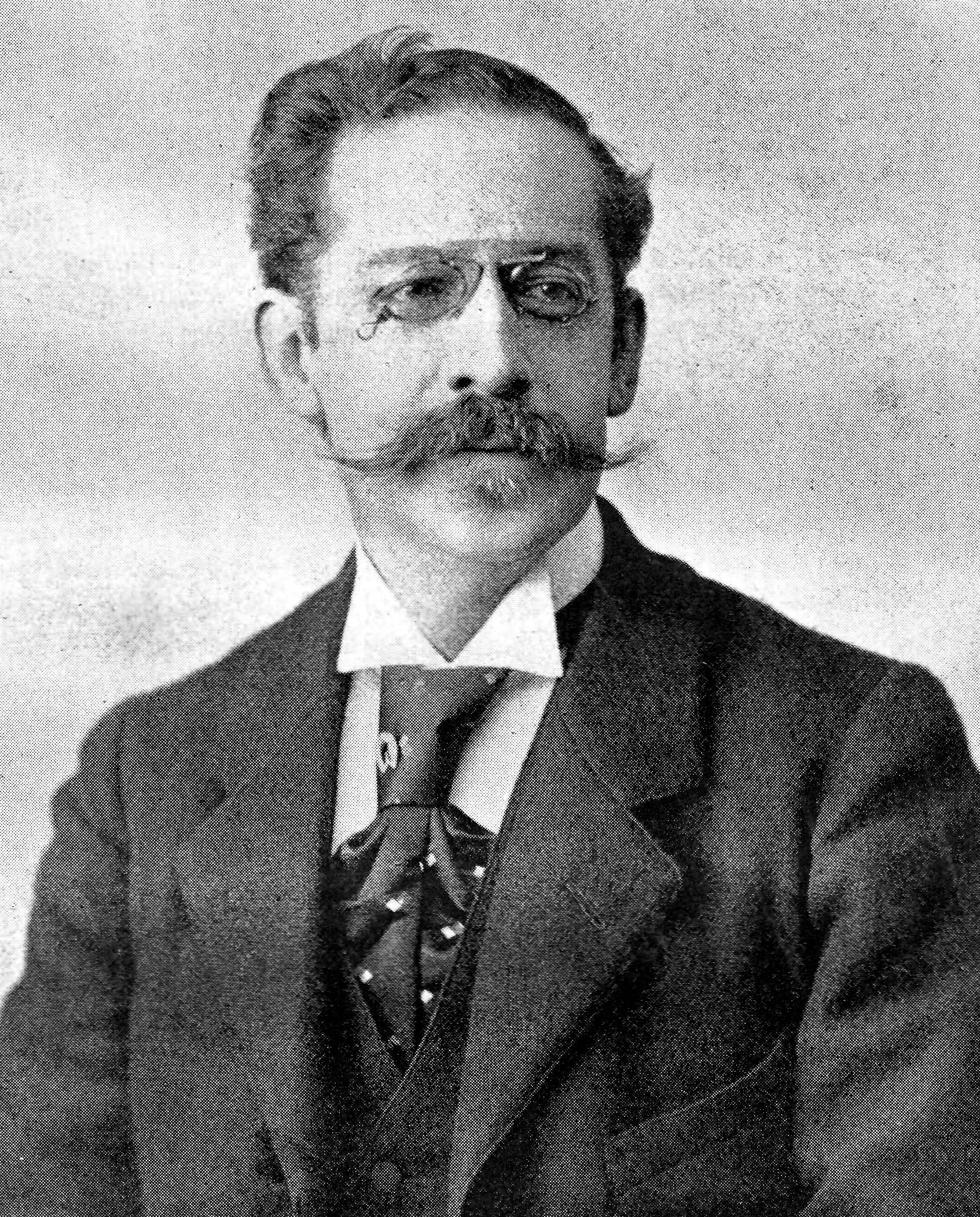
Henri Viotta

Henricus Anastasius Viotta, född 16 juli 1848 i Amsterdam, död 17 februari 1933 i Montreux, var en nederländsk musiker. Han var son till Joannes Josephus Viotta, även han musiker.
Viotta utbildades vid Kölns musikkonservatorium, var en tid advokat, blev 1883 dirigent för den av honom stiftade Wagnerföreningen i Amsterdam, övertog där även anförarskapet för musiksällskapet Excelsior 1886 och för Cecilia-föreningen 1889. Han redigerade 1888–93 "Maandblad voor muzijk" och blev 1896 redaktör för "Cæcilia". Samma år blev han direktör för musikkonservatoriet i Haag. Han författade bland annat Lexicon der toonkunst (tre band, 1889), Onze hedendaagsche toonkunstenaars (1896; 20 biografier) samt komponerade orkester- och körverk. I Amsterdam genomdrev han 1905 uppförandet av Richard Wagners "Parsifal" trots protesterna från Bayreuth.